# De Peppeld
De Peppeld is een buurtschap in de gemeente Wageningen in de provincie Gelderland.
Deze buurtschap is gelegen aan weerszijden van de huidige weg Wildekamp in het landelijk gebied tussen Bennekom en Wageningen. Het middelpunt van De Peppeld vormde de Peppelderbrink, de boerengebruiksruimte. In het geval van De Peppeld betrof dit eigenlijk een verbrede straat en niet zozeer een driehoekig of vierkant terrein. De straat was hier zo'n 12 tot 15 meter breed. Halverwege lag een kolk. Tegenwoordig is het grootste deel van de voormalige brink particulier eigendom en is alleen het terreintje rond de kolk nog vrij. Zo staat het pand Wildekamp 5 midden op de voormalige brink. Net als op de meeste andere brinken stonden ook hier de boerderijen met de stal naar de brink gericht om de werkzaamheden te vergemakkelijken. Wildekamp 8 en Grintweg 295 zijn hier nog sprekende voorbeelden van. Vanaf de Peppelderbrink liep een zandpad, de Droevendaalsesteeg genaamd, naar de weidegronden. De brink en de Droevendaalsesteeg werden vanouds omzoomd door elzen en populieren, en deze bomen zijn er nog steeds aanwezig. De naam Peppeld is afgeleid van een oud woord voor populier.
De landbouwers van De Peppeld verbouwden hun gewassen op de akkers ten oosten van de buurtschap, op de "eng", het akkergebied. Dit akkergebied deelden zij met de boeren uit het gehucht Leeuwen en het heet daarom de Leeuwereng.